# Wilhelm Trute

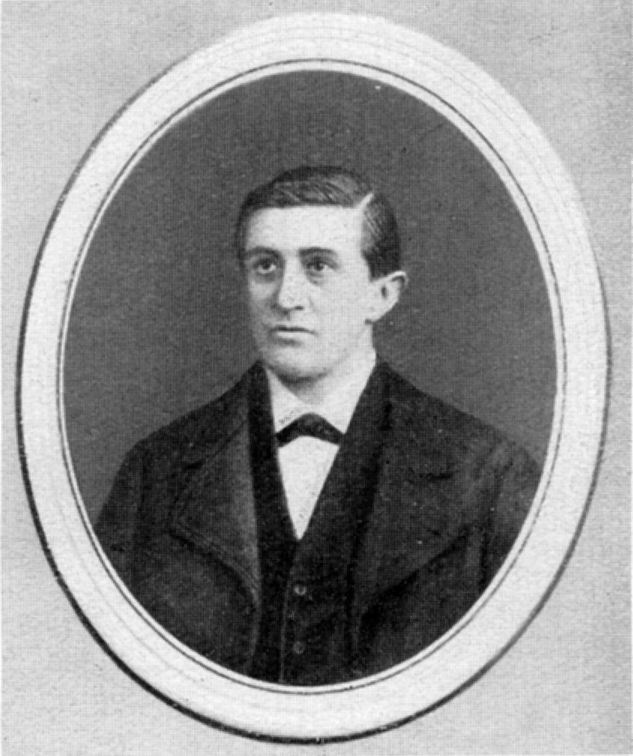
Porträt von Wilhelm Trute

Heinrich Friedrich Trute, genannt Wilhelm Trute (* 5. März 1836 in Sankt Andreasberg; † 20. Oktober 1889 ebenda, in älterer Schreibweise Truthe) war ein Harzer Bergmann und Züchter von Gesangskanarien, den „Harzer Rollern“.

## Leben
Wilhelm Trute kam 1836 in Sankt Andreasberg als einziges Kind von Georg Conrad Trute und Johanna Henriette Trute (geb. Keitel) zur Welt. Über Kindheit und Jugend von Trute ist wenig bekannt. Vermutlich besuchte er wie alle Andreasberger Kinder die Schule im Ort und arbeitete in seiner Jugend als Pochknabe in der Andreasberger Erzwäsche, um einen Zuverdienst in den Haushalt einzubringen.
Er ergriff den Beruf seines Vaters und wurde Bergmann. Als solcher arbeitete er zunächst in Clausthal, später in der königlichen Silbergrube Samson in Sankt Andreasberg.
Mit seiner Ehefrau Henriette Minna Charlotte Trute (geb. Gödecke) hatte er einen einzigen Sohn, Carl Trute.
Trute übte seinen Beruf und seine Leidenschaft – die Kanarienvogelzucht – aus, bis ihn sein Rheuma und ab 1889 ein dazukommendes Magenleiden, welches sich als Magenkrebs herausstellte, an das Bett fesselten. Nach langem Leiden verstarb er am 20. Oktober 1889 um 12:45 Uhr.

## Kanarienvogelzucht
Wilhelm Trutes Vorfahren kamen bereits im 15. Jahrhundert aus dem Erzgebirge in den Harz was Trutes Familie zu einer der ältesten in Sankt Andreasberg macht. Seit wann seine Vorfahren bereits die Kanarienvogelzucht betrieben, ist nicht bekannt. Wie auch andere Andreasberger zu dieser Zeit, züchtete sein Vater bereits Kanarienvögel der Landrasse – die sogenannten Japper.
„Um 1865 erhielt Wilhelm [Trute] von dem Silberhüttenaufseher Wilhelm Weiland, der mit Trute verwandt war, zwei hochwertige Sänger.“ (Gottfried Drott: Die Trut'sche Legende). Es ist anzunehmen, dass aus dieser Kreuzung die ersten Harzer Roller hervorgingen. Diese Roller vom „Trutschen Stamm“ waren, anders als die heute bekannten gelben Vögel, grau bis grau-grün gefiedert und zeichneten sich bereits durch ihren besonders guten Hohl- und Klingrollengesang aus. Sie brachten seinem Züchter und dessen Heimatstadt weltweite Bekanntheit ein.
Im Gegensatz zu anderen Züchtern hat Trute nur Vögel aus diesem einen Stamm für die Zucht verwendet. Auch hat er die Tiere nur ungern per Versandhandel verkauft. Händler und Endabnehmer mussten diese in Andreasberg beim Züchter selbst abholen.
Trute züchtete die beliebten Vögel in seinem Wohnhaus in der Schützenstraße Nr. 90 (heute Nr. 40), bis ihn 1889 seine Krankheit ans Bett fesselte und ihm die Zucht unmöglich machte.

## Auszeichnungen
Zu Ehren von Trutes Erfolgen in der Kanarienvogelzucht wurde ihm in einer Gedenkfeier am 2. Mai 1999 in seinem Heimatort ein übergroßer, stilisierter Harzbauer (Standort) gewidmet. Um die besondere Beziehung zwischen Bergbau und Kanarienvogelzucht zu symbolisieren, wurde ein Entsilberungskessel anstelle des Vogelnapfes in dem Käfig angebracht. 2001 wurde das Denkmal um eine Dennert-Tanne (Standort) ergänzt, die an den Erfolg des Züchters erinnert. Eine weitere Dennert-Tanne mit Informationen über den Züchter befindet sich an dessen ehemaligem Wohnhaus (Standort).

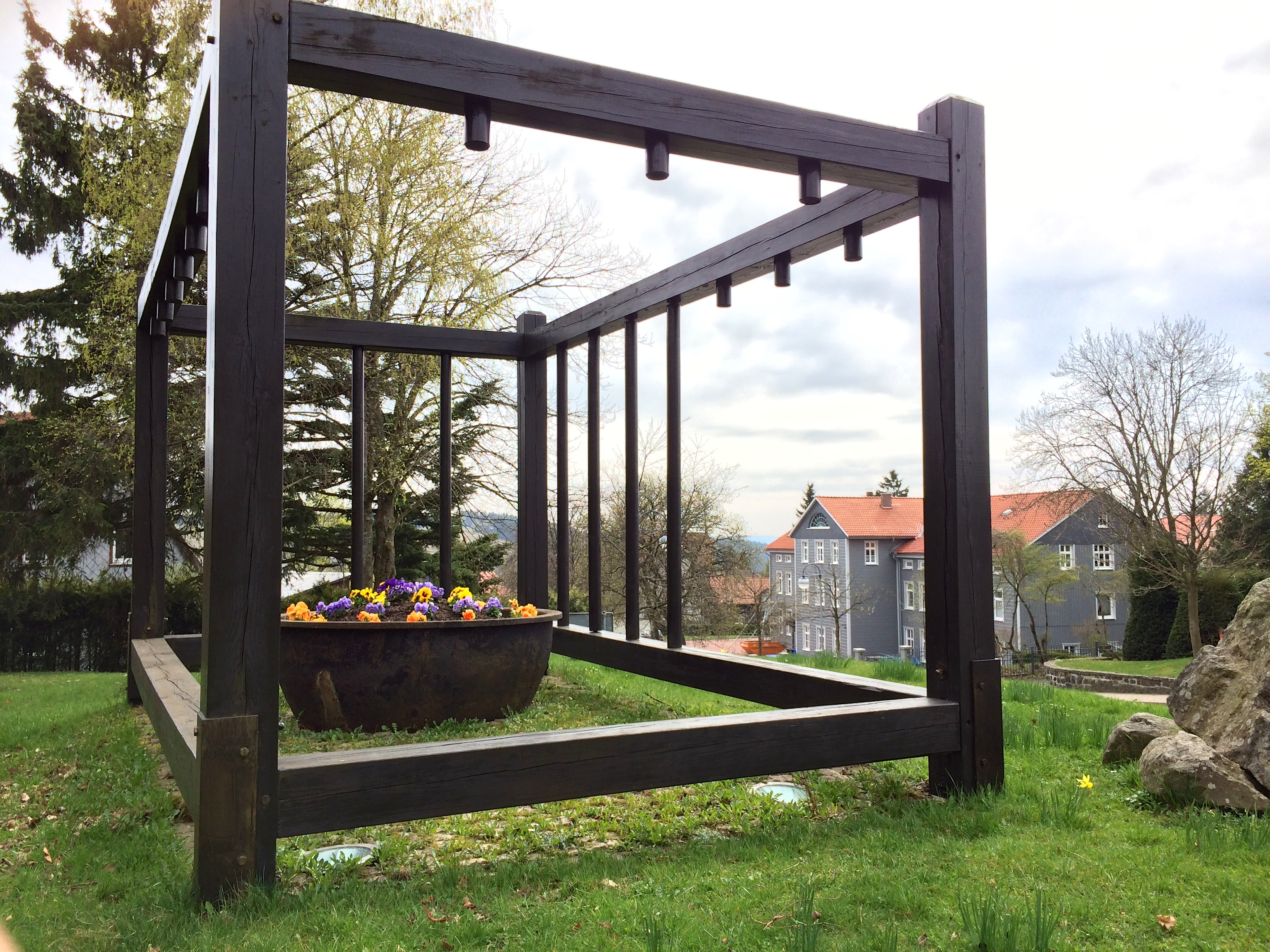
Wilhelm-Trute-Denkmal in Sankt Andreasberg
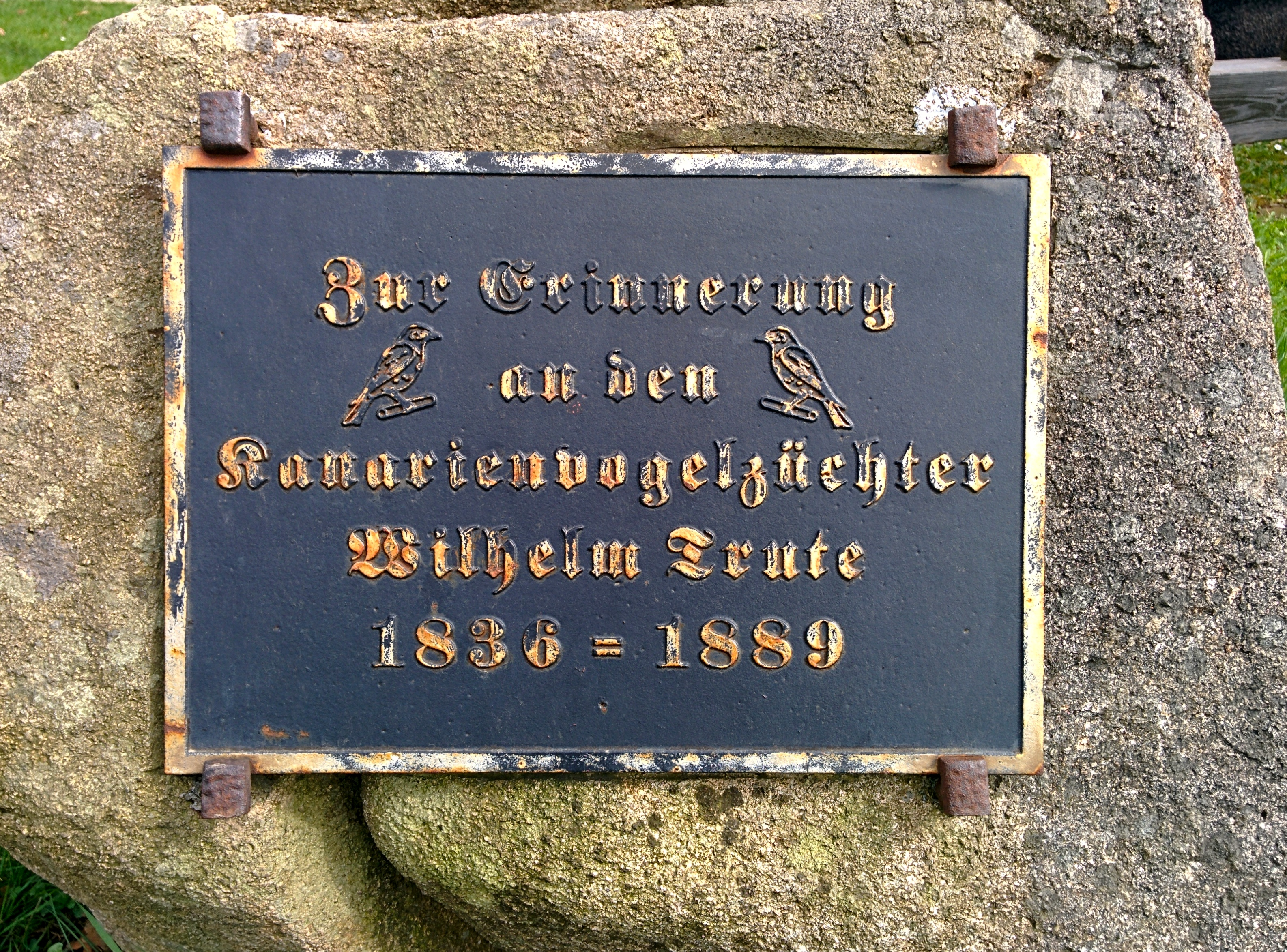
Gedenkplatte am Trute-Denkmal
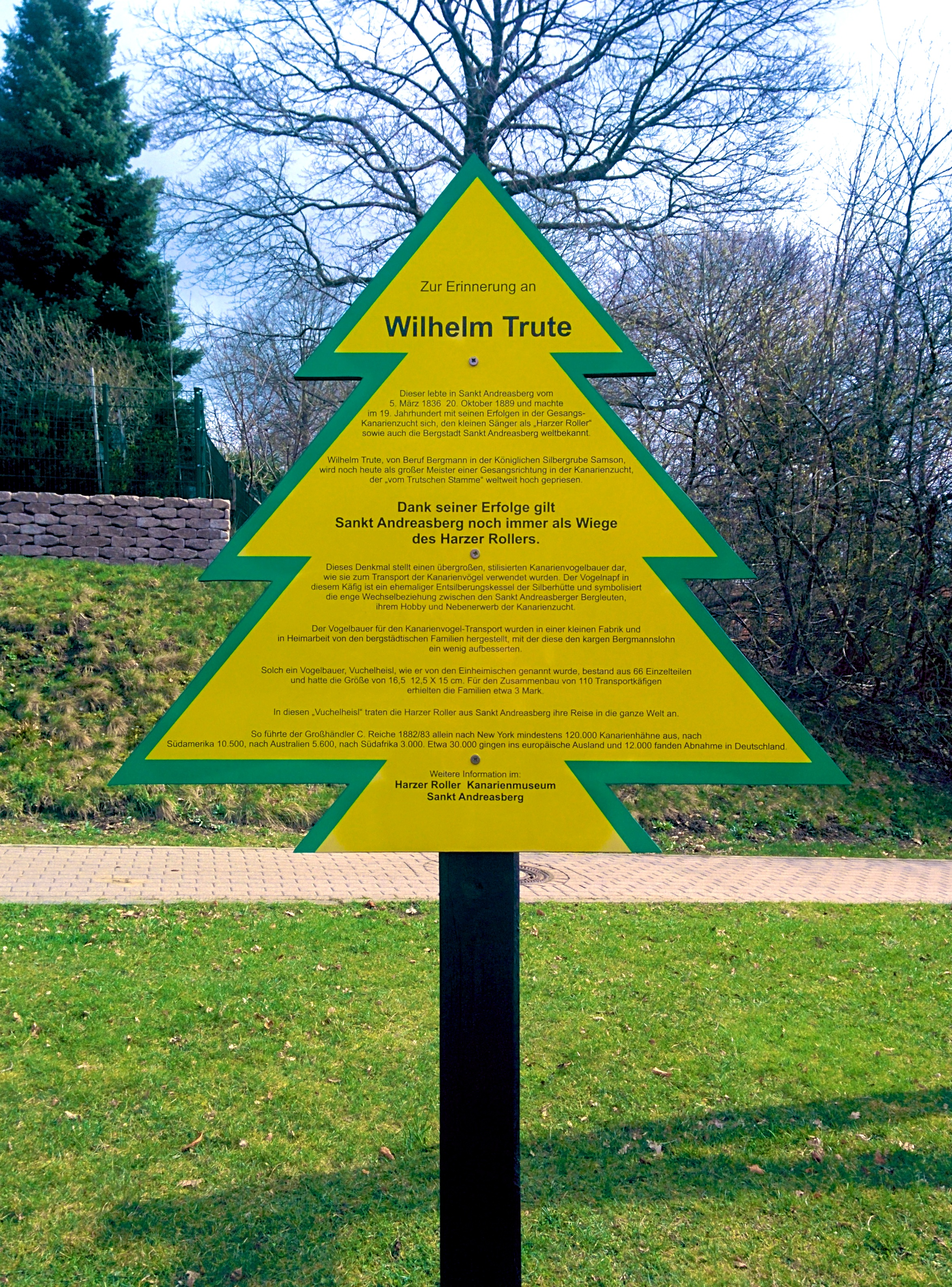
Dennert-Tanne am Wilhelm-Trute-Denkmal
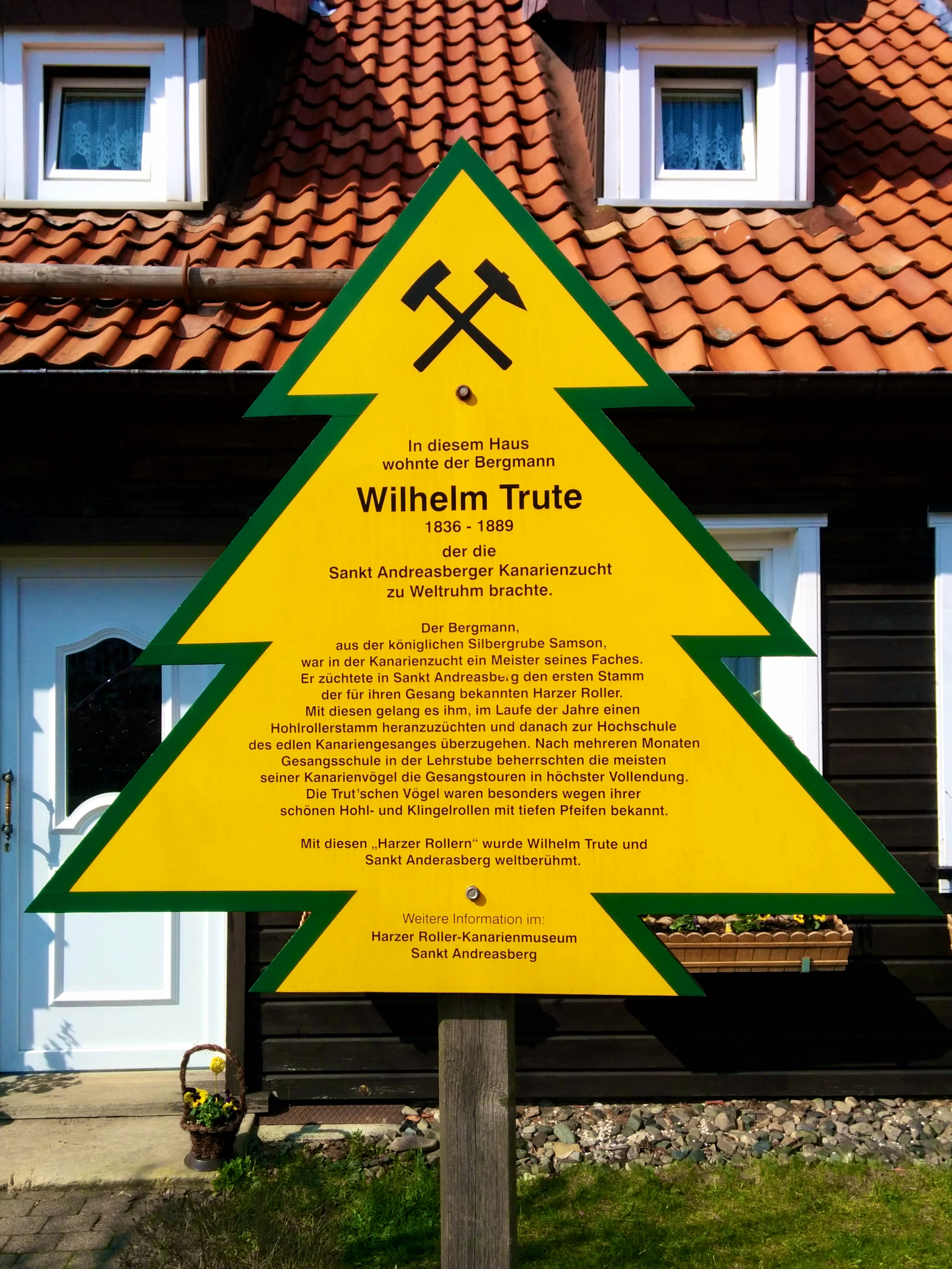
Dennert-Tanne an Trutes ehemaligen Wohnhaus
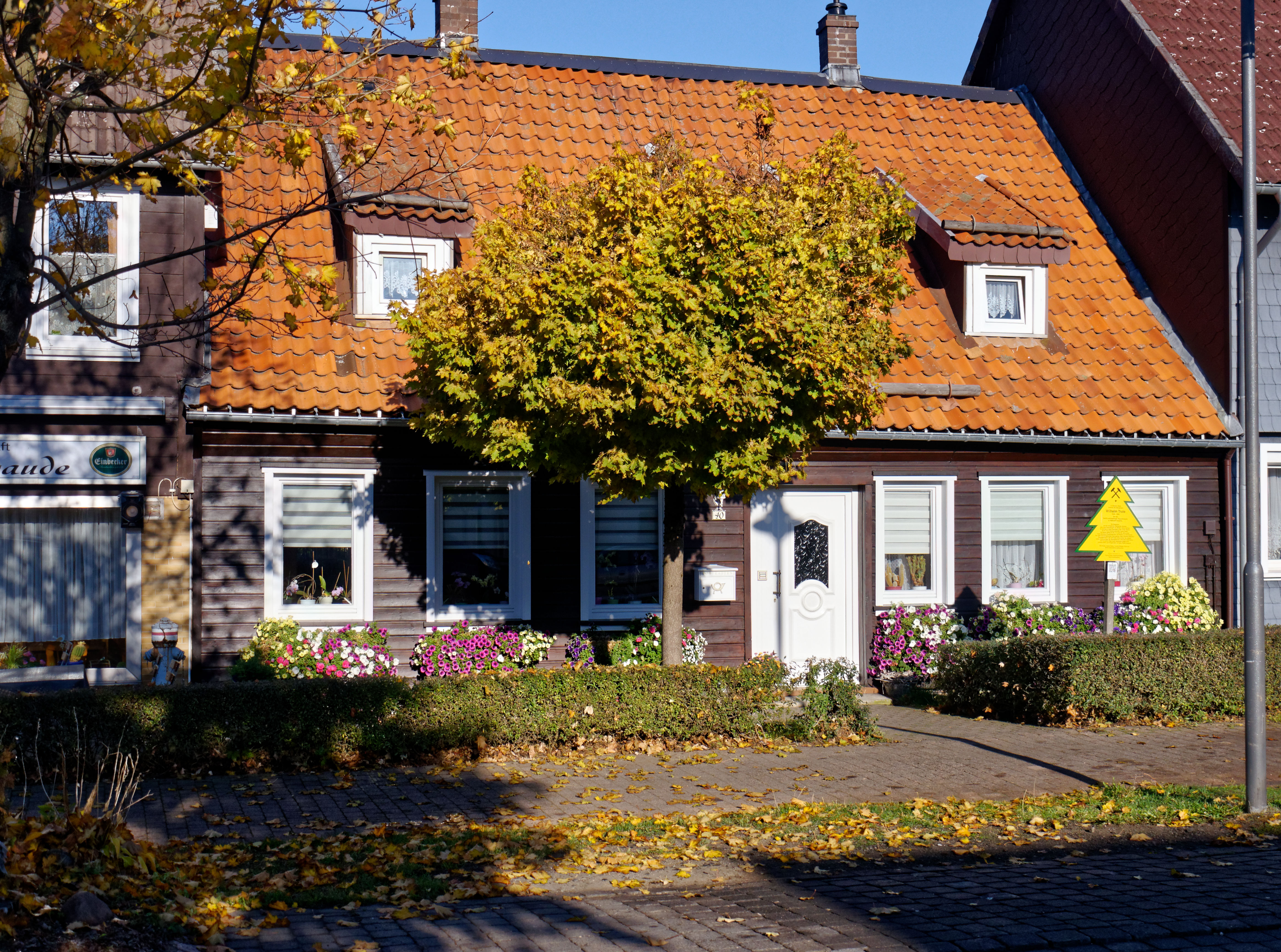
Ehemaliges Wohnhaus
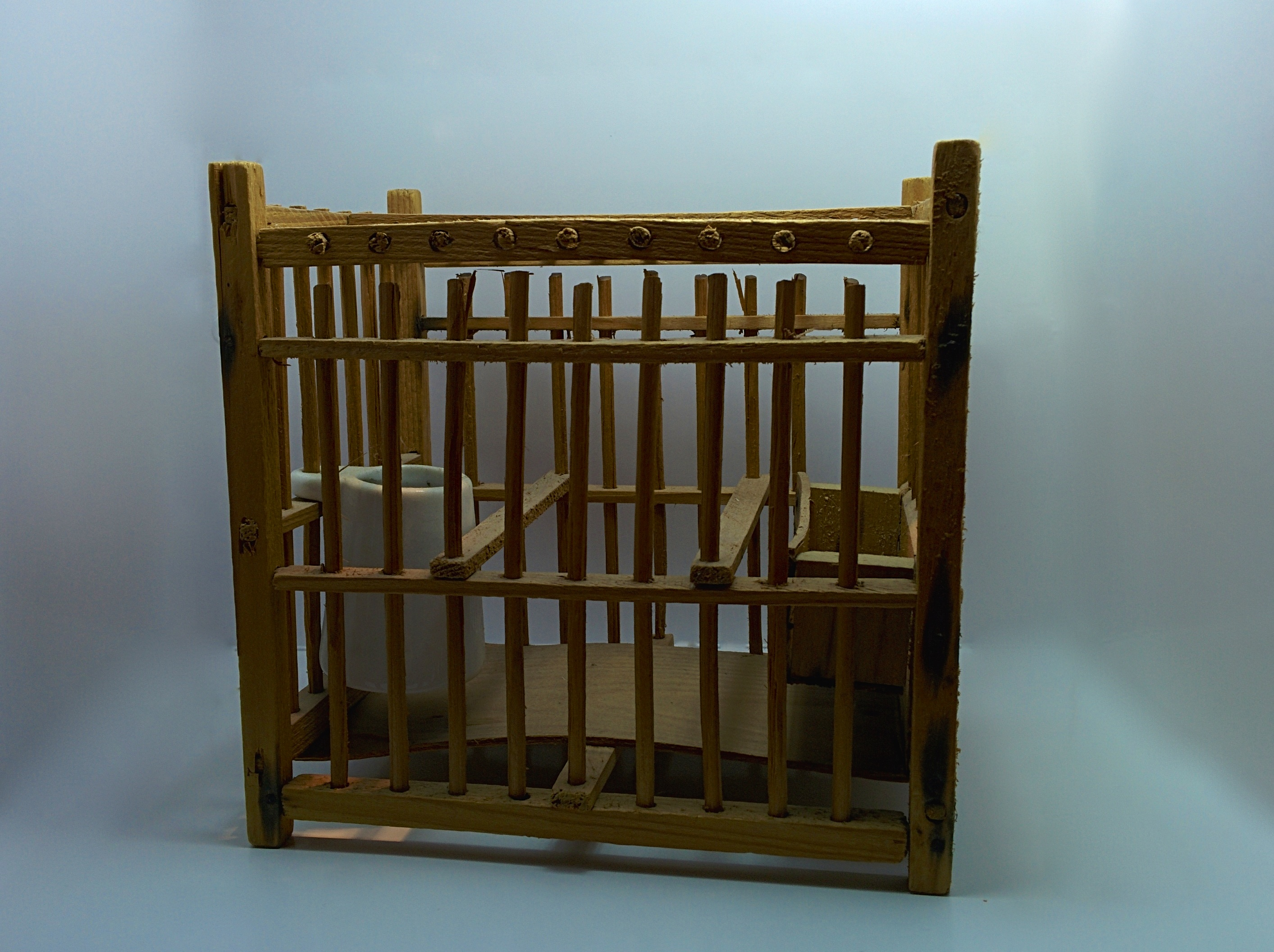
Transport-Vogelbauer für Kanarienvögel, wie er im 18. und 19. Jahrhundert für die Harzer Roller zum Versand in alle Welt genutzt wurde.

Der Förderverein Friedhof Sankt Andreasberg e.V. hat zum Gedenken an den Züchter dessen Grab (Standort) in Zusammenarbeit mit dem Bergwerksmuseum Grube Samson an dessen ursprünglichen Standort auf dem Andreasberger Friedhof wiedererrichtet. Um Trutes Leistungen in der Kanarienvogelzucht zu unterstreichen, wurde auf dem Grabstein ein silberner Kanarienvogel angebracht. Das Grab wird seit der Wiederherstellung durch den Förderverein gepflegt.

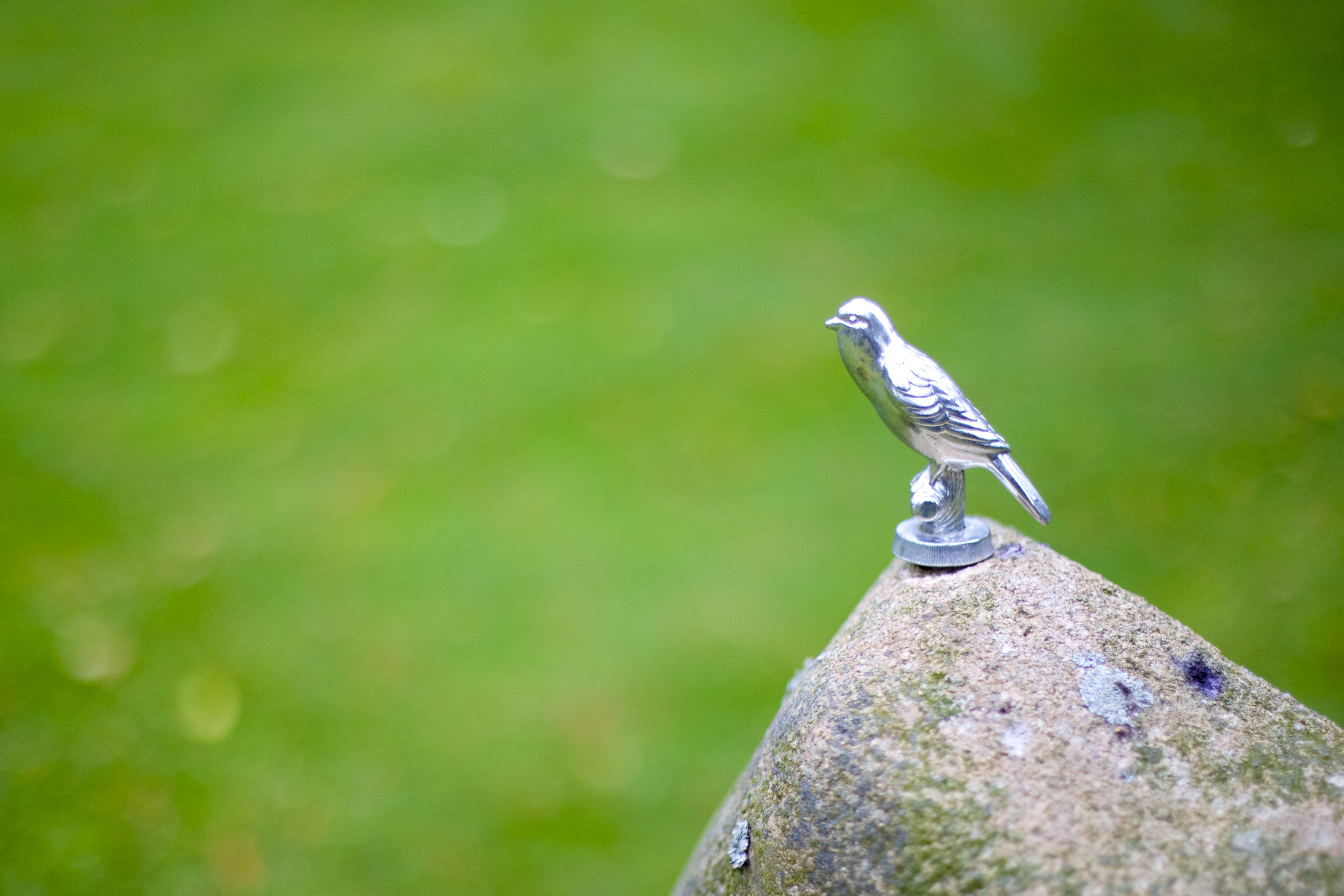
Harzer Roller auf Wilhelm Trutes Grab
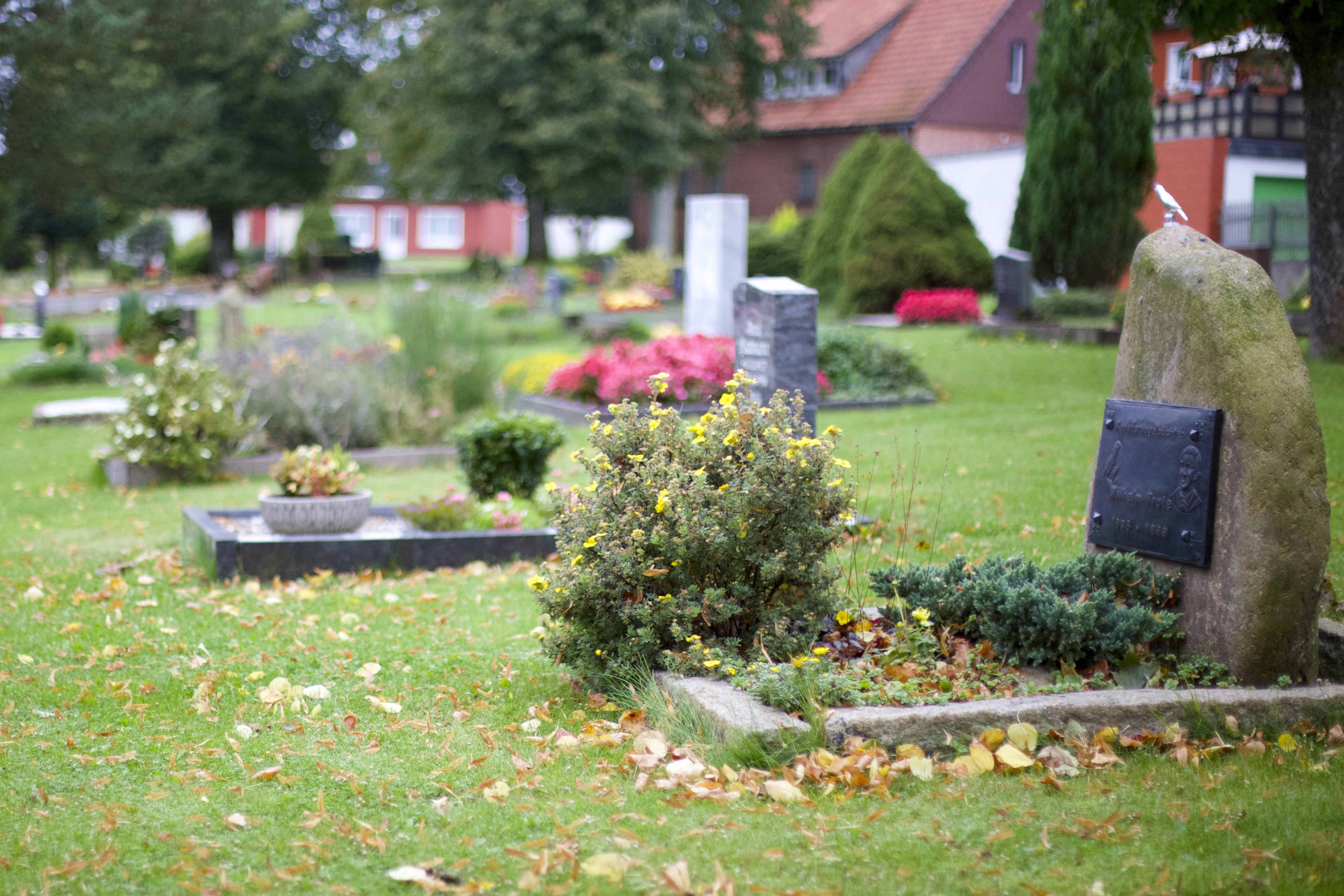
Wilhelm Trutes Grab in Sankt Andreasberg